# 短波

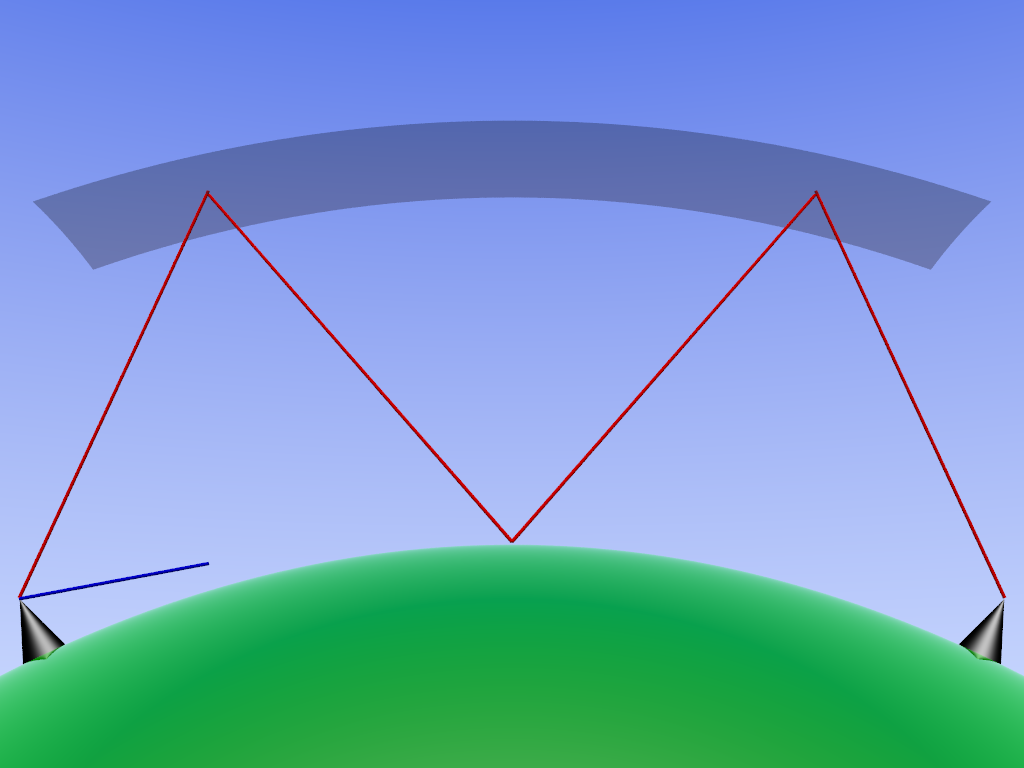
短波收音機廣播透過電離層反射進行遠距離傳輸。

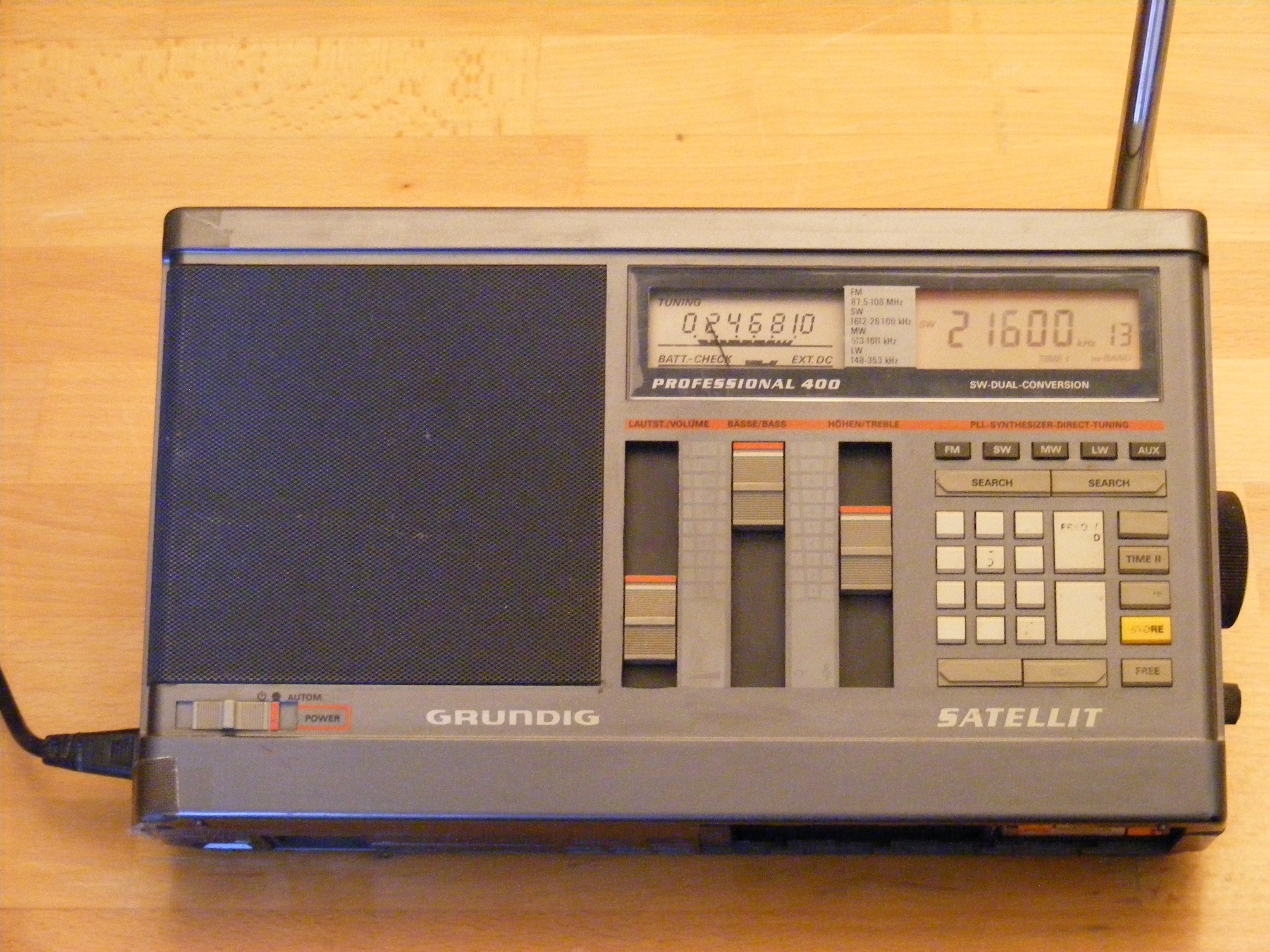
一台根德牌数码显示晶体管收音机含短波(SW)頻道。

短波（英語：short wave，SW）是无线电的一个波长范围，其对应的频率范围被称为高频。短波的波长范围是10米至100米，高频的范围则是3MHz到30MHz。短波波段的电磁波除了能够利用地波传播外，还可通过电离层的反射进行远距离传输，因而国际广播通常都位于短波波段。

## 历史
短波最早出现在1900年代，1901年，扎营守候在讯号山（位于加拿大紐芬蘭与拉布拉多省的首府聖約翰斯）的意大利科学家马可尼，终于接收到了从英格兰发出的跨过大西洋的无线电讯号，这个实验向世人证明了无线电再也不是仅限于实验室的新奇东西，而是一种实用的通讯媒介。
此后短波用作全球性的国际通讯媒介便开始发达起来了。

## 短波易受干扰的原因
- 夏天的雷电干扰
- 室内的电子日光灯、可控硅调光台灯、电脑、电视机、微波炉、电话线
- 邻近工厂使用大马力电机并通过高压电力线传输的辐射干扰
- 马路上有轨电车电力线和各种机动车辆的马达火花放电辐射干扰
- 收听地点附近有大功率的高频无线电波辐射干扰（如寻呼机发射台）
- 27MHZ CB无线电对讲机
- 专业短波通讯电台（参见：业余无线电）
- 无线手机电话
- 收听地点邻近有大发射功率的调频和广播电视发射台
- 某些国家或地区的蓄意盖台干扰（参见：无线电干扰）

## 用于国际广播的短波波段
| 波长 | 频率            | 备注               |
| 120m | 2300–2495 kHz   |                    |
| 90m  | 3200–3400 kHz   |                    |
| 75m  | 3900–4000 kHz   |                    |
| 60m  | 4750–5060 kHz   |                    |
| 49m  | 5900–6200 kHz   |                    |
| 41m  | 7200–7450 kHz   |                    |
| 31m  | 9400–9900 kHz   | 使用率较高的频段   |
| 25m  | 11600–12100 kHz |                    |
| 22m  | 13570–13870 kHz | 仅在欧洲、亚洲使用 |
| 19m  | 15100–15800 kHz |                    |
| 16m  | 17480–17900 kHz |                    |
| 15m  | 18900–19020 kHz |                    |
| 13m  | 21450–21850 kHz |                    |
| 11m  | 25670–26100 kHz |                    |